# Bodil Kjer
Bodil Valborg Karen Ellen Kjer (* 2. September 1917 in Odense; † 1. Februar 2003 in Kopenhagen) war eine dänische Theater- und Filmschauspielerin. Sie zählte zu den führenden Darstellerinnen Dänemarks und erschien in ihrer mehr als sechs Jahrzehnte währenden Karriere in ungefähr hundert Theaterrollen und über 40 Film- und Fernsehproduktionen.

## Leben
Bodil Kjer wurde 1917 als Tochter des dänischen Managers Ernst Kjer und seiner deutschstämmigen Ehefrau Elli Harrie geboren. Sie wuchs in ihrer Geburtsstadt Odense auf und besuchte von 1936 bis 1938 die Theaterschule des Königlichen Theaters in Kopenhagen, Det Kongelige Teater. Dort hatte sie im Jahr 1937 mit dem Stück Hvo, som forarge ihr professionelles Bühnendebüt gegeben. Nach ihrer Ausbildung wirkte Kjer regelmäßig am Königlichen Theater, wo ihr die Rolle der Ester in Knud Sønderbys En kvinde er overflødig den Durchbruch als Theaterschauspielerin ebnete. Daraufhin avancierte sie in den folgenden Jahrzehnten zur führenden Charakterdarstellerin Dänemarks. Sie spielte sowohl Hauptrollen in klassischen Stücken von William Shakespeare (Was ihr wollt, Ein Sommernachtstraum) oder Molière, als auch zeitgenössischen Stoffen. Dazu zählen der Part der Celia Coplestone in T. S. Eliots Die Cocktailparty und die Rollen der Stella und Maggie in Tennessee Williams’ Endstation Sehnsucht und Die Katze auf dem heißen Blechdach. Ebenso agierte sie auch in Musicals, darunter die erfolgreiche Produktion Teenagerlove, die es von 1962 bis 1966 auf 180 Aufführungen brachte. Von 1955 bis 1960 wechselte Kjer zwischenzeitlich zum Ensemble des Neuen Theaters (Det Ny Teater), wo sie mit dem Regisseur Peer Gregaard zusammenarbeitete.
Parallel zu ihrer Arbeit am Theater erschien Kjer ab Ende der 1930er Jahre auch regelmäßig in dänischen Spielfilmproduktionen. Ihr Debüt gab sie 1937 mit einer Statistenrolle in Jon Iversens Flådens blå matroser. Daraufhin arbeitete sie unter anderem mit so bekannten Regisseuren wie Lau Lauritzen (En ganske almindelig pige, 1940) oder Bodil Ipsen (En herre i kjole og hvidt, 1942) zusammen. Der Durchbruch als Filmschauspielerin gelang ihr 1947 mit Johan Jacobsens Soldaten og Jenny (1947). In dem Drama ist sie als Objekt der Begierde von Poul Reichhardt zu sehen, einer jungen Verkäuferin, die plant, sich einer bevorstehenden Anklage wegen Abtreibung durch Selbstmord zu entziehen. Der Part der Jenny brachte ihr erstmals die Bodil, Dänemarks nationalen Filmpreis ein, der nach ihr und Bodil Ipsen benannt wurde.

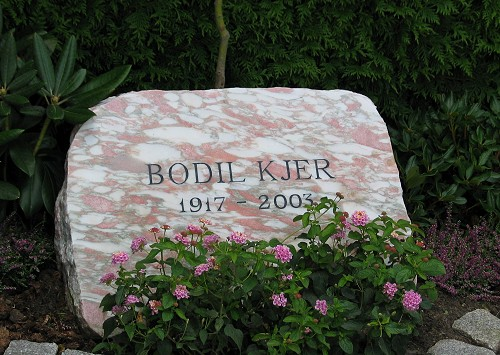
Bodil Kjers Grab auf dem Vedbæk Kirkegård Friedhof

Kritiker attestierten ihren komischen und tragischen Bühnen- und Filmrollen internationales Format, die sie meistens mit Leidenschaft und erotischer Ausstrahlung spielte. Angebote aus Hollywood schlug Kjer aber aus, um in Dänemark weiter ihrer Theaterarbeit nachzugehen. Eine weitere Bodil errang sie 1952 für Torben Anton Svendsens Operettenverfilmung Mød mig paa Cassiopeia (1951), woraufhin eine über zehnjährige Leinwandpause folgte. Daraufhin arbeitete sie nur noch sporadisch für Film und Fernsehen. Eine weitere Bodil folgte 1977 für ihre Nebenrolle in dem Kriminalfilm Strømer. Einem internationalen Publikum wurde sie durch Gabriel Axels Oscar-prämierten Film Babettes Fest (1987) bekannt, in dem sie gemeinsam mit Birgitte Federspiel zwei in asketischer Frömmigkeit lebende alternde Schwestern porträtierte. 1997 wurde Kjer mit der Bodil für ihr Lebenswerk ausgezeichnet.
Kjer war mehrfach verheiratet, unter anderem mit ihren Schauspielkollegen Olaf Nordgreen und Ebbe Rode. Mit Rode sah man sie anlässlich ihres 60-jährigen Bühnenjubiläums in dem Stück Kærestebreve am Königlichen Theater. Zwei Jahre später wurde ihre Biografie unter dem Titel Et offentligt fruentimmer: erindringer veröffentlicht. In den letzten Lebensjahren zog sich die dänische Schauspielerin vom Theater zurück und widmete sich Lesungen von Werken Karen Blixens und Hans Christian Andersens. 2003 verstarb sie im Alter von 85 Jahren in Kopenhagen.

## Filmografie (Auswahl)
| - 1937: Flådens blå matroser - 1938: Blaavand melder storm - 1938: Balletten danser - 1940: En ganske almindelig pige - 1941: Tag til Rønneby kro - 1941: Far skal giftes - 1942: Vi kunne ha' det så rart - 1942: Tante Cramers testamente - 1942: Søren Søndervold - 1942: En herre i kjole og hvidt - 1943: Hans onsdagsveninde - 1943: Drama på slottet - 1943: Det brændende spørgsmål - 1944: Otte akkorder - 1944: Elly Petersen - 1944: To som elsker hinanden | - 1945: Den usynlige hær - 1947: Soldaten og Jenny - 1949: John og Irene - 1950: Din fortid er glemt - 1950: Min kone er uskyldig - 1951: Mød mig på Cassiopeia - 1968: I den grønne skov - 1971: Den forsvundne fuldmægtig - 1974: Prins Piwi - 1976: Hjerter er trumf - 1976: Strømer - 1978: Lille spejl - 1979: Rend mig i traditionerne - 1987: Babettes Fest (Babettes gæstebud) - 1996: Pakten - 2001: To kvinder (TV) |

## Auszeichnungen
- 1948: Bodil als Beste Hauptdarstellerin für Soldaten og Jenny
- 1951: Teaterpokalen
- 1951: (3. Dezember) von König Frederik IX. von Dänemark mit der dänischen Verdienstmedaille Ingenio et arti ausgezeichnet
- 1952: Tagea Brandts Rejselegat
- 1952: Bodil als Beste Hauptdarstellerin für Mød mig på Cassiopeia
- 1965: Henkel-Preis[4]
- 1977: Bodil als Beste Nebendarstellerin für Strømer
- 1990: Lauritzen-Preis[4]
- 1997: Bodil für ihr Lebenswerk